# Magnopholcomma adelphus
Espèce
Magnopholcomma adelphus est une espèce d'araignées aranéomorphes de la famille des Theridiidae.

## Distribution
Cette espèce est endémique de Tasmanie en Australie. Elle se rencontre dans le parc national Tasman.

## Description
Le mâle holotype mesure 5,2 mm.

## Systématique et taxinomie
Cette espèce a été décrite par Castanheira et Baptista en 2023.

## Publication originale
- Castanheira & Baptista, 2023 : « One less monotypic genus: a new species of the enigmatic Magnopholcomma (Araneae, Theridiidae) from Tasmania (Australia) with comments on its genital morphology and the generic placement in Pholcommatinae. » Australian Journal of Taxonomy, vol. 32, p. 1-7 (texte intégral).